# Otto-Ampferer-Preis
Der Otto-Ampferer-Preis ist ein Preis der Österreichischen Geologischen Gesellschaft.
Der nach Otto Ampferer benannte Wissenschaftspreis wird an Geowissenschafter (unter 35 Jahren) für hervorragende Leistungen auf dem Gebiet der Geowissenschaften verliehen.

## Preisträger
- 1983 Gunther Heisselk
- 1985 Lothar Ratschbacher
- 1988 Gerhard Mandl
- 1990 Reinhard Sachsenhofer
- 1990 Reinhard Roetzel
- 1993 Kurt Decker
- 1994 Bernhard Hubmann
- 1996 Herwig Peresson
- 1998 Bernhard Grasemann
- 1998 Andreas Rohatsch
- 1999 Walter Kurz
- 1999 Johann Genser
- 2002 Ernst Willingshofer
- 2002 Ralf Schuster
- 2002 Mathias Harzhauser
- 2004 Erich Draganits
- 2004 Lorenz Keim
- 2006 Gerhard Wiesmayr
- 2006 Kamil Ustaszewski
- 2006 Ute Sattler
- 2008 Michael C. Meyer
- 2008 Andrea Brigitte Rieser
- 2010 Cornelius Tschegg
- 2010 Ulrike Exner
- 2012 Patrick Grunert
- 2012 Marcel Frehner
- 2014 Linda Lerchbaumer
- 2018 Anna Rogowitz
- 2020 Gerald Auer
- 2022 Chiara Költringer
- 2024 Simon Schorn[1]